# Mick Rock
Michael David Rock (Hammersmith (Londen), 21 november 1948 – New York, 18 november 2021), beter bekend als Mick Rock, was een Engelse fotograaf.  
Hij is vooral bekend geworden door het maken van iconische foto's van beroemde popgroepen en artiesten zoals Queen, David Bowie, T. Rex, Syd Barrett, Lou Reed, Iggy Pop en The Stooges, Geordie, The Sex Pistols, The Ramones, Joan Jett, Talking Heads, Roxy Music, Crossfade, Thin Lizzy, Mötley Crüe en Blondie. 
Vaak aangeduid als "The Man Who Shot the Seventies", werden de meeste van de gedenkwaardige foto's van Bowie als Ziggy Stardust gemaakt door Rock in zijn toenmalige hoedanigheid van Bowie's officiële persoonlijke fotograaf. Die rol zou later worden overgenomen door de Japanse fotograaf Masayoshi Sukita.
Rock overleed op 72-jarige leeftijd in een ziekenhuis in New York.
- Bibsys: 2118070
- Bibliothèque nationale de France: cb12501235r (data)
- Gemeinsame Normdatei: 119288303
- International Standard Name Identifier: 0000 0000 2410 1552
- Library of Congress Control Number: n84088371
- MusicBrainz: db9623cc-2066-46b9-97a3-85116887d663
- Bibliotheek van het Japanse parlement: 00925439
- Nationale Bibliotheek van Tsjechië: xx0206862
- Nederlandse Thesaurus van Auteursnamen: 242467482
- PIC: 19527
- RKD-Nederlands Instituut voor Kunstgeschiedenis: 355820
- Système universitaire de documentation: 078622018
- Union List of Artist Names: 500474196
- Virtual International Authority File: 7493695
- WorldCat: E39PBJycRWghjmMkxPfdyV9CcP